# Pierre-Adrien-Pascal Lehoux
Pour les articles homonymes, voir Lehoux.
Pascal Lehoux né  le 9 août 1844 à Paris et mort dans la même ville le 23 mai 1896 est un peintre français.

## Biographie

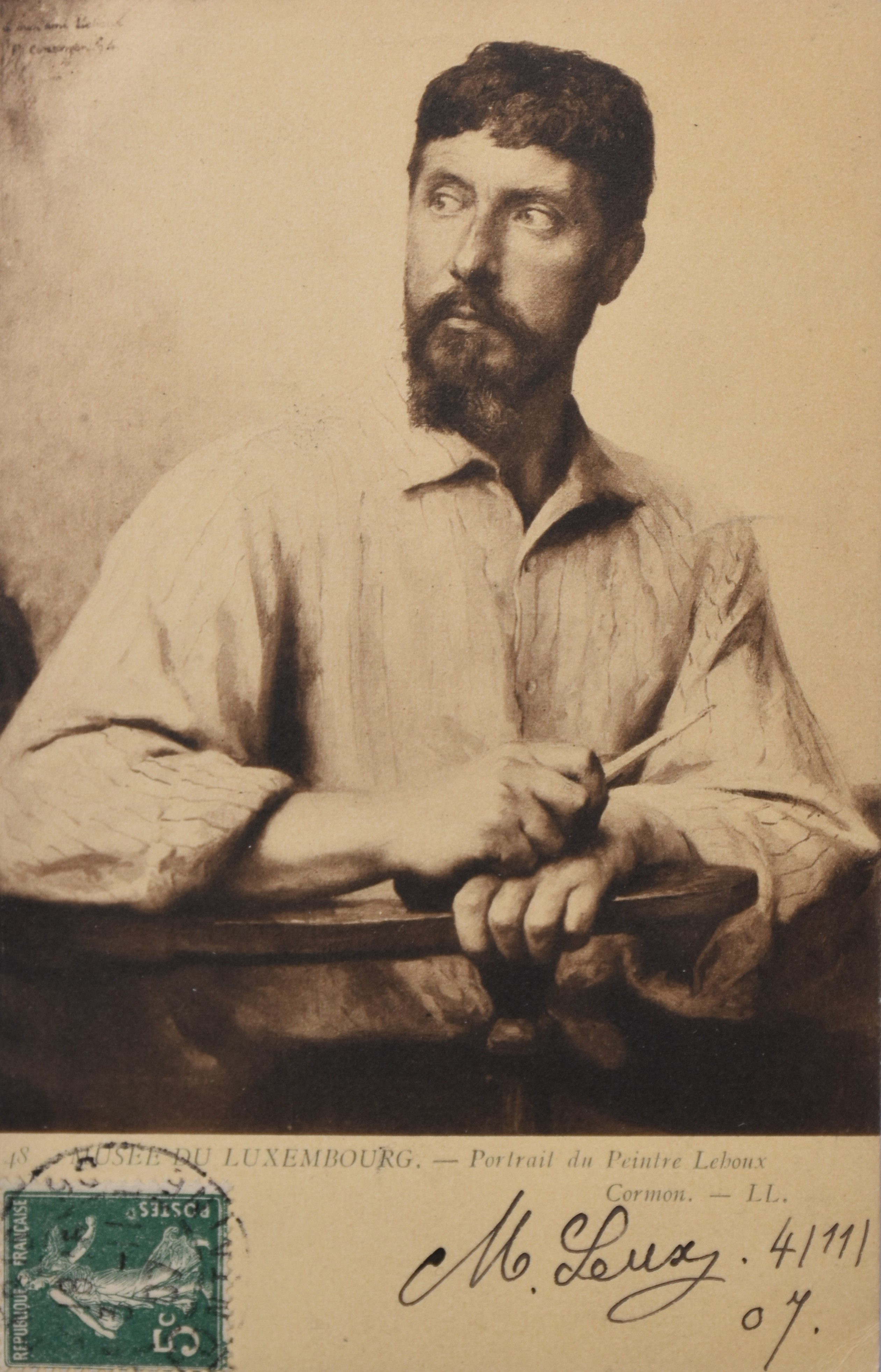
Fernand Cormon, Portrait du peintre Lehoux (1894), Paris, musée d'Orsay.

Pierre Adrien Pascal Lehoux est le fils du peintre François Lehoux (1803-1889).
Il est élève d'Alexandre Cabanel à l'École des beaux-arts de Paris. Il remporte une médaille de 3e classe au Salon de 1873, de 1re classe au Salon de 1874, et le prix du Salon avec son tableau Saint Laurent, martyr acquis par l'État en 1874, conservé à Paris au musée d'Orsay.
Pierre Lehoux est l'ami de Fernand Cormon, qui peint son portait en 1894 (Paris, musée d'Orsay). 
Il est également l'ami d'Henri Lefort des Ylouses qui grave son portrait à l'eau forte vers 1900.
Il est connu pour sa peinture d’histoire et singulièrement d’histoire religieuse, souvent en très grand format, mais on connait de lui des peintures moins académiques et en petit format comme un  Menhir du Conguel à Quiberon 

## Œuvres exposées aux Salon
- 1869 : Mercure et Argus.
- 1870 : Hémon auprès du corps d'Antigone où Créon l'avait fait enfermer.
- 1872 : Bellerophon vainqueur de la Chimère.
- 1873 : David et Goliath ; Une océanide.
- 1874 : Saint Laurent martyr, Paris, musée d'Orsay[5]
- 1875 : Samson rompt ses liens.
- 1876 : La Constellation du Bouvier, Bourg-en-Bresse, musée de Brou[8].
- 1877 : Saint Étienne martyr, réexposé en 1878.
- 1878 : Surprise ; Lutteurs.
- 1879 : Saint Jean-Baptiste.
- 1880 : La Pêche miraculeuse.
- 1882 : Le Suicidé, Narbonne, musée d'Art et d'Histoire[9].
- 1885 : Saint Martin, Nantes, musée des Beaux-Arts[10].